# Arne Carlsson (ishockeyspelare)
Arne Carlsson, född 5 januari 1943 i Uppsala, är en svensk före detta ishockeyspelare, back, och direktör.
Arne Carlsson var en av de stora profilerna i svensk hockey under 1960-talet. Han var lagkapten i Frölunda 1969. Han var bofast i landslaget 1967-1974, vilket resulterade i 142 landskamper. Han har erhållit Stora Grabbars Märke i ishockey nummer 72.
Arne Carlsson är i dag utbildad civilingenjör, tidigare VD för Scania Latinamerika och har flera styrelseuppdrag.

## Klubbar
- Södertälje SK, 1969-1977
- Frölunda HC, 1964-1969
- Almtuna IS, 1960-1964